# Доля у нас — два крила
«Доля у нас — два крила» — альбом та однойменна пісня Раїси та Миколи Кириченків. Альбом видано лейблом NAC у 2002 на аудіокасеті (NAC 0398) і перевидано у 2008 році на CD (каталожний номер — CD 0209).

## Список пісень
1. Доля у нас — два крила[1]
2. Не та ружа
3. Полин-трава
4. Я твоє останнє літо
5. Чаруєш ти
6. Мамина вишня
7. Бабине літо
8. Скаче в полі білий кінь
9. Наше літо
10. Жіноча доля
11. Явір і яворина
12. Стремено
13. Світи нам, матінко
14. Чого ж ти, калино
15. Неділя

## Примітка
1. 1 2  Слова, текст, акорди "Доля у нас - два крила" - Раїса Кириченко - Українські пісні. www.pisni.org.ua (укр.). Процитовано 6 серпня 2025.
2. ↑  Доля у нас - два крила - Альбом - Раїса Кириченко - Українські пісні. www.pisni.org.ua (укр.). Процитовано 6 серпня 2025.
3. ↑  Раїса Та Микола Кириченко - Доля У Нас - Два Крила (англ.), 2002, процитовано 6 серпня 2025